# Isolepis prolifera
Isolepis prolifera är en halvgräsart som först beskrevs av Christen Friis Rottbøll, och fick sitt nu gällande namn av Robert Brown. Isolepis prolifera ingår i släktet borstsävssläktet, och familjen halvgräs. Inga underarter finns listade i Catalogue of Life.